# Kéz-láb-száj betegség
Nem összetévesztendő a patás állatok száj- és körömfájás megbetegedésével
A kéz-láb-száj betegség gyakran előforduló fertőző betegség, melynek kórokozója többféle enterovírus is lehet. Általában lázzal és levertséggel kezdődik, amit egy-két nappal később a tenyéren, talpon, szájban és száj körül (néha a fenéken és az ágyékon) jelentkező piros kiütések, foltok, hólyagok követnek. A lappangási idő többnyire 3-6 nap. A kiütések 3-7 nap alatt maguktól elmúlnak. Ritkán előfordulhat néhány héttel később a kéz- vagy lábkörmök leválása, de azok idővel visszanőnek.
Leggyakoribb kórokozója a coxsackievírus A16, a második leggyakoribb pedig az enterovírus 71; de más törzsek is okozhatják. A fertőzés fizikai kontaktussal, cseppfertőzéssel, ürülék közvetítésével, szennyezett tárgyak érintésével terjed. A tünetmentes fertőzöttek is terjeszthetik a betegséget. Állatról emberre (vagy fordítva) nem terjed. A diagnózist általában a tünetek alapján állapítják meg; de a torokváladékból vagy ürülékből a vírus is kimutatható.
A betegség a legtöbb esetben magától, tünetmentesen gyógyul a fertőzéstől számított 7-10 napon belül, specifikus kezelésre nincs szükség. A vírus ellen gyógyszer vagy oltóanyag nem áll rendelkezésre, bár az utóbbi előállítására folynak kísérletek. A láz és fájdalmas kiütések tüneti kezelésére láz- és fájdalomcsillapítók adhatók. A betegség az esetek döntő többségében enyhe lefolyású, esetleg ha a beteg gyerek hosszabb ideig nem hajlandó inni, a kiszáradás elkerülésére folyadékpótlásra lehet szükség. Nagyon ritka szövődményként agyhártya- vagy agyvelőgyulladás jelentkezhet.
A kéz-láb-száj betegség az egész világon elterjedt. Leggyakrabban tavasszal, nyáron és ősszel jelentkezik a bölcsődékben és óvodákban, helyi járványok formájában. Jellemzően öt év alatti gyerekeket betegít meg, de esetenként felnőttek is elkaphatják.
A betegséget 1957-ben írták le Kanadában és Új-Zélandon, nevét 1960-ban kapta.

## Tünetei
A kéz-láb-száj betegség leggyakoribb tünetei a láz, hányinger, hányás, levertség, fáradtságérzet, étvágytalanság; a kisgyerekek esetében nyűgösség. Egy-két nappal a láz jelentkezése után torokfájás és a száj belsejében (főleg a nyelven, kemény szájpadon, ínyen), a száj körül; majd a tenyéren, a talpon, és néha a fenéken vörös foltok, hólyagok formájában kiütések is jelentkeznek. A kiütések fájdalmasak lehetnek, de a gyerekek esetében csak ritkán viszketnek, de a felnőtteknél igen erős viszkető érzés társulhat hozzájuk. A száj és orr körüli kiütések fájdalmas hólyagokká, fekélyekké fejlődhetnek. A fertőzés általában 7-10 napon belül magától elmúlik. A legtöbb esetben enyhe lefolyású, de ritkán olyan szövődmények is felléphetnek, az agyhártya- és agyvelőgyulladás, valamint a gyerekbénuláshoz hasonló neurológiai tünetek.

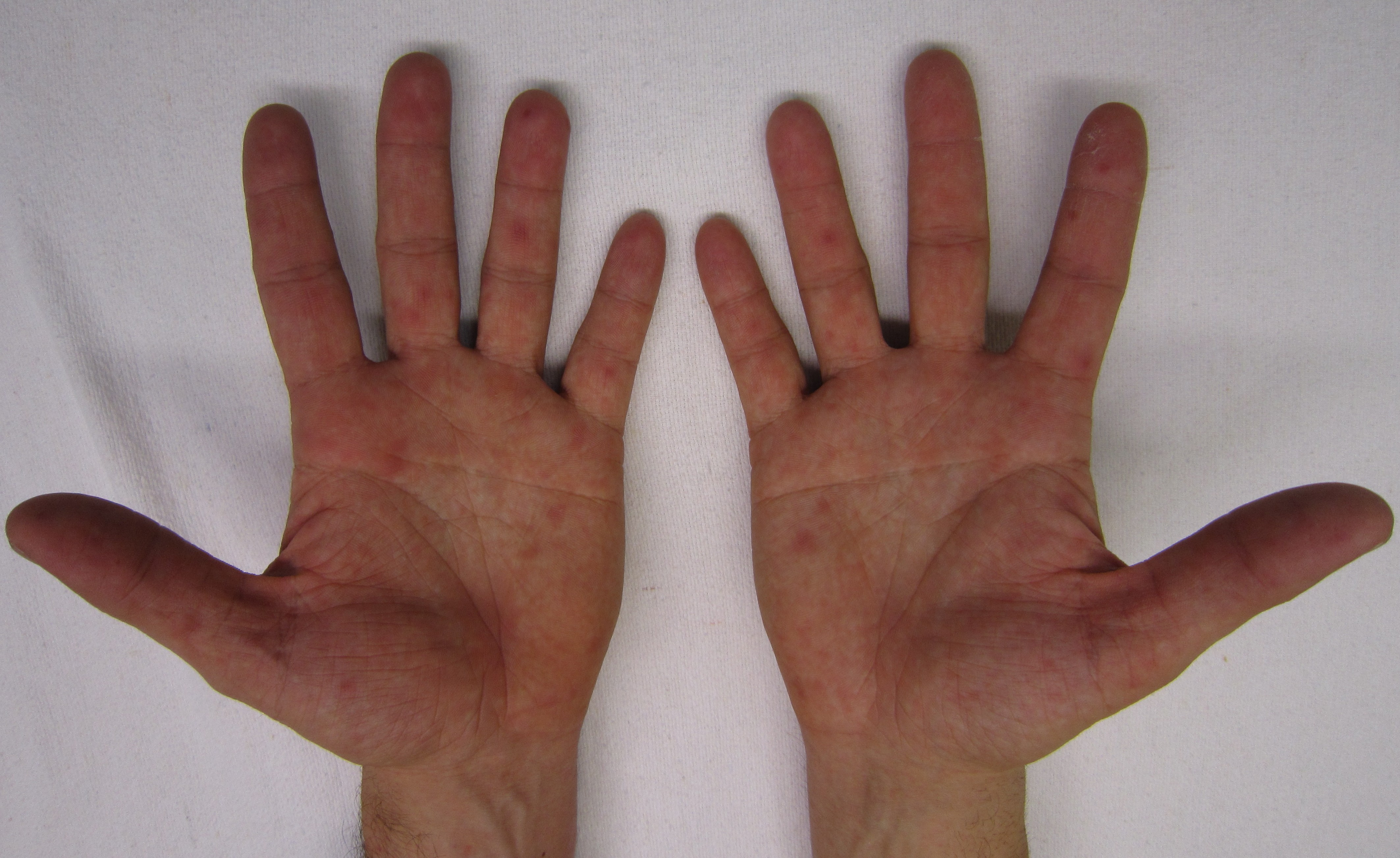
Kiütések a tenyéren
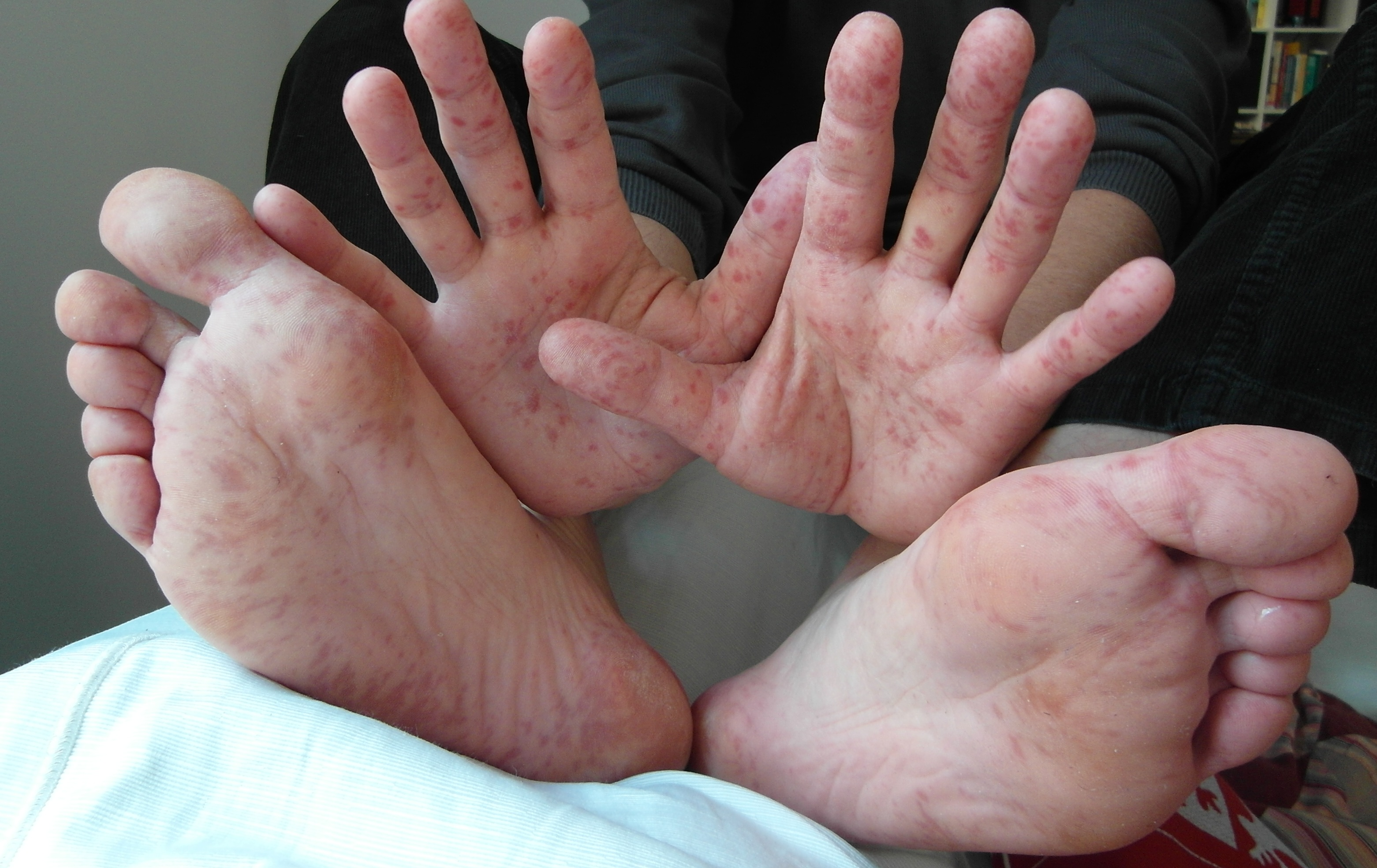
Kiütések egy 36 éves férfibeteg tenyerén és talpán
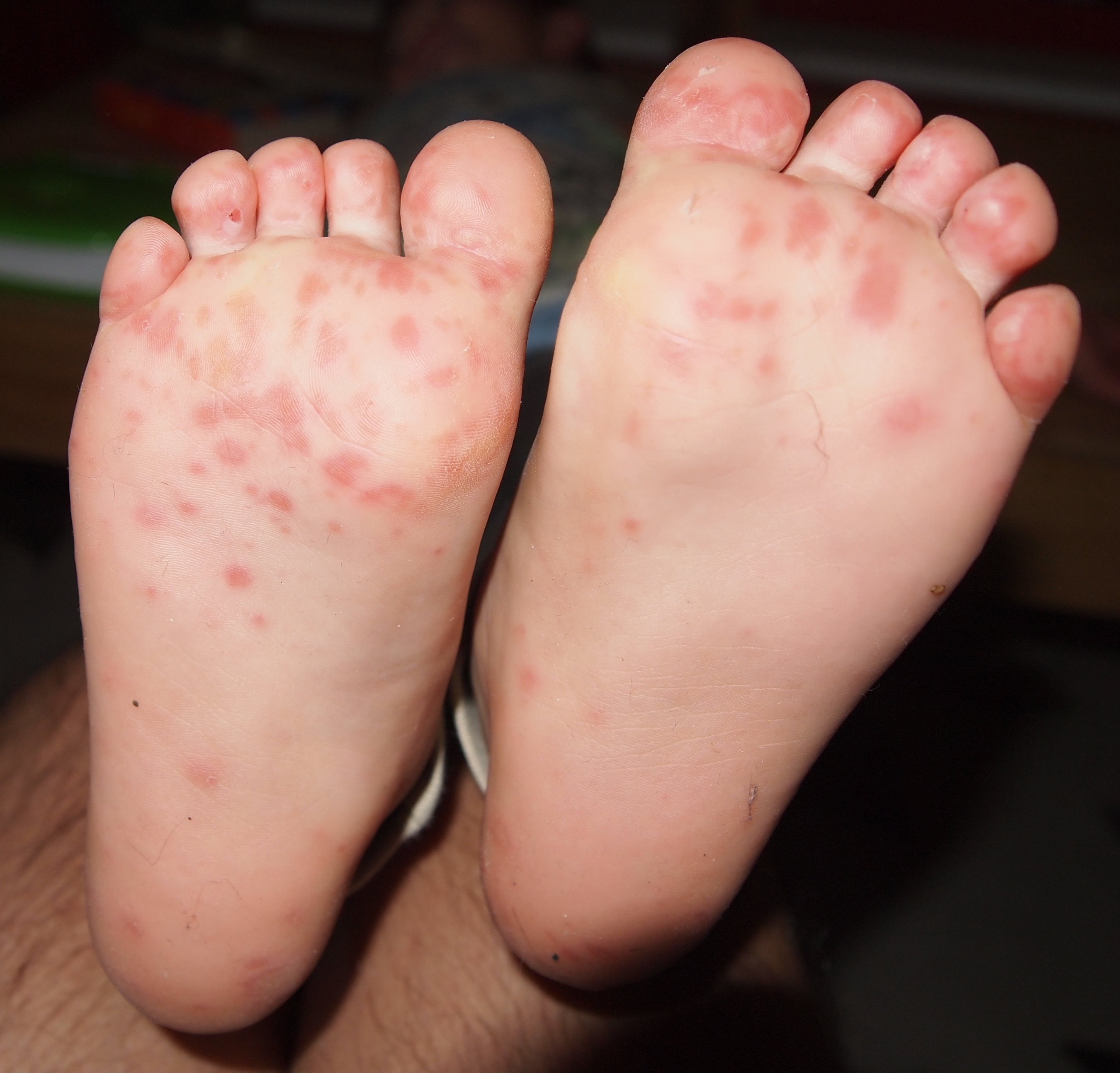
Kiütések a talpon

## Kórokozója
A betegséget a picornavírusok családjába tartozó fajok okozzák; leggyakrabban a coxsackievirus A16 és az enterovírus 71. Ritkábban más coxsackievírusok ((A2-A8, A10, A12, A14; leginkább az A6 és A10) vagy enterovírusok is kiválthatják.

### Terjedése
A kéz-láb-száj betegség igen fertőző. Testnedvekkel (nyál, orrváladék), a hólyagok tartalmával, fizikai érintkezéssel, vagy ürülékkel terjed, de átadható köhögés okozta cseppfertőzéssel is. A beteg a tünetek elmúlását követően még napokig vagy hetekig fertőzhet. A vírus a száj vagy a vékonybél nyálkahártyáján át jut a szervezetbe. A bölcsődékben és óvodákban, ahol pelenkát cserélnek, a gyerekeket bilire szoktatják és akik a kezüket gyakran veszik a szájukba, különösen hatékonyan tud terjedni.

## Diagnózis
A diagnózis felállításához többnyire elegendő a tünetek vizsgálata. Kétely esetén a torokváladékból vagy az ürülékből kimutatható a vírus. A fertőzéstől a tünetek jelentkezéséig általában 3-6 nap telik el. Mint más fertőző betegségeknél is, a korai diagnózissal és a betegek elkülönítésével lehet leghatékonyabban megelőzni a lokális járványokat. Leginkább a bárányhimlővel és a herpanginával téveszthető össze.

## Megelőzés
A vírus terjedésének megelőzésére kerülni kell a fizikai érintkezést a betegekkel, a gyerekeket nem szabad közösségbe vinni, fertőtlenítei kell a potenciálisan szennyezett felületeket, alaposan el kell mosni a használt evőeszközöket, gyakran és alaposan kell kezet mosni. A csescemők esetében az anyatejes táplálás csökkenti a súlyos tünetek fellépésének esélyét (bár a fertőzését nem).

### Vakcina
Kínában 2015-ben enterovírus 71 elleni oltóanyagot hoztak forgalomba.

## Kezelése

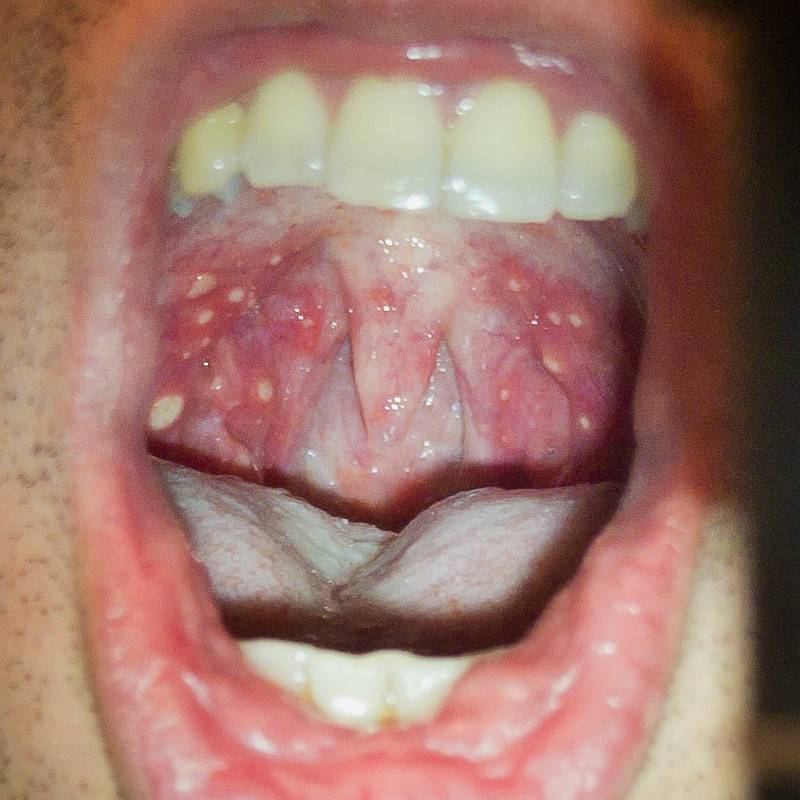
Hólygos kitüések a száj belsejében

A kéz-láb-száj betegség ellen nincs specifikus gyógymód, rendszerint magától elmúlik. A kezelés a tünetek enyhítésére korlátozódik. A láz ellen lázcsillapító, a kiütések okozta fájdalom enyhítésére fájdalomcsillapító gyógyszerek használhatók. A beteg ezután immunissá válik az adott kórokozóra, de egy másik vírus miatt újból kialakulhat nála a megbetegedés.

## Szövődmények
A vírusfertőzés szövődményei igen ritkák, de kórházi kezelést igényelnek. Az enterovírus 71-fertőzés általában némileg súlyosabb lefolyású és gyakrabban vált ki neurológiai vagy kardiológiai szövődményeket, mint a coxsackievírus A16. A vírusos agyhártyagyulladás tünetei a láz, fejfájás, nyakmerevség, hátfájás. Lefolyása általában enyhe és kezelés nélkül is elmúlik, de egyes esetekben kórházi felügyeletre lehet szükség. A potenciálisan súlyos komplikációk közé tartozik az agyvelőgyulladás és az izomgyengeség/bénulás; nem neurológiai jellegű szövődmények közé pedig a szívgyulladás, tüdővizenyő és tüdővérzés.
Néha 4-8 héttel a fertőzés után leválik a beteg kéz- vagy lábujjkörme. Ennek mechanizmusa nem ismert, de a levált köröm ezután kezelés nélkül is visszanő.
Az enyhe szövődmények közé számítható a bőrhámlás a kezeken és lábakon, valamint a kiszáradás, amikor a beteg gyerek a szájában levő kiütések miatt nem hajlandó inni vagy enni.

## Epidemiológia
A kéz-láb-száj betegség leggyakrabban a tíz év alatti gyerekeket érinti, de jellemzően inkább az öt év alattiakat. Felnőttek is elkaphatják,  tüneteik eléggé változatosak lehetnek. Általában lokális kisebb járványokban fordul elő, tavasztól őszig. A meleg és a páratartalom feltehetőleg segíti a terjedését. Egy tajvani vizsgálat szerint a fertőzöttek 70%-a tünetmentes marad. 
Falvakban gyakoribb mint a városokban, de előfordulását befolyásolja a higiénés előírások betartása és a szociális viszonyok is.
Kínában 2010-ben 1,6 millió, 2011-ben 1,3 millió, 2012-ben 1,5 millió esetet regisztráltak, 430-530 halálesettel. 2011-ben Kaliforniában a coxsackievírus A6 okozott járványt, ahol a körömleválás gyakoribb volt a szokásosnál.

## Fordítás
- Ez a szócikk részben vagy egészben  a   Hand, foot, and mouth disease című angol Wikipédia-szócikk ezen változatának fordításán alapul.  Az eredeti cikk szerkesztőit annak laptörténete sorolja fel. Ez a jelzés csupán a megfogalmazás eredetét és a szerzői jogokat jelzi, nem szolgál a cikkben szereplő információk forrásmegjelöléseként.